# DNS over HTTPS
DNS over HTTPS (DoH) est un protocole permettant d’effectuer une résolution DNS (Domain Name System) à distance via le protocole HTTPS. L’un des objectifs de la méthode est d’accroître la confidentialité et la sécurité des utilisateurs en empêchant les écoutes clandestines et la manipulation des données DNS par des attaques de type man-in-the-middle.
En mars 2018, Google et la fondation Mozilla testent des versions de DNS over HTTPS.
En plus d’améliorer la sécurité, DNS over HTTPS a également pour objectif d’améliorer les performances : les tests de résolution DNS des fournisseurs de services Internet ont montré que de nombreux temps de réponse étaient souvent très longs. Ce problème est exacerbé par la nécessité de devoir résoudre plusieurs noms d’hôtes lors du chargement d’une seule page Web.

## Définition
Il s'agit d'un protocole pour sécuriser le DNS. Le principe est de faire passer le trafic DNS sur un protocole sécurisé HTTPS. Cela demande toutefois un client et un serveur adaptés.

## Problématique
Les requêtes DNS sont actuellement effectuées en clair ce qui pose de gros problèmes de confidentialité et de sécurité. Les gouvernements utilisent les DNS menteurs pour effectuer une censure et les pirates informatiques utilisent les routeurs infectés pour rediriger le trafic vers l'endroit qu'ils veulent et les FAI l'utilisent pour limiter l'accès en fonction de l'abonnement.

## Implémentations
Mozilla Firefox est un des pionniers. Cette démarche a été critiquée par des FAI qui considèrent le filtrage par DNS utile ou nécessaire (par exemple pour le filtrage de contenus adultes ou se conformer à des obligations légales). Une association de FAI britanniques (ISPAUK) a ainsi qualifié Mozilla de « Vilain de l'Internet ».